# شارلی ابدو
شارلی اِبدو (فرانسوی: Charlie Hebdo‎؛ به معنای «هفته‌نامه شارلی») یک مجلهٔ فکاهی چپ‌گرای فرانسوی است که چهارشنبه‌ها منتشر می‌شود. درون‌مایهٔ این مجله لحنی انتقادی دارد و خط‌مشی اعلام‌شده آن فعالیت‌های ضدنژادپرستی است. نگارش‌های این مجله شامل نقد و تمسخر کاتولیک فرانسه، یهودیت در فرانسه (از جمله هولوکاست)، اسلام در فرانسه، سیاست و حتی فرهنگ عامهٔ فرانسه می‌شود. این مجله انتشار نسخهٔ آلمانی خود را از یکم دسامبر ۲۰۱۶ با شمارگان ۲۰۰ هزار نسخه آغار کرد.
شارلی ابدو در سال‌های ۲۰۱۱، ۲۰۱۵ و ۲۰۲۰ هدف حملهٔ تروریستی بوده‌است. تمام این حملات در پاسخ به انتشار کاریکاتورهای محمد اتفاق افتادند و در دومین حمله ۱۲ نفر کشته شدند.

## پیشینه

جلد مجله اکونومیست در حمایت از شارلی ابدو

«شارلی اِبدو» جانشین مجلهٔ «هاراکیری»* است که از سال ۱۹۶۰ تا ۱۹۶۱ منتشر می‌شد. مجله پس از بسته شدن توسط دولت فرانسه به خاطر توهین به ارزش‌های ملی دوباره در سال ۱۹۶۶ منتشر شد و در سال ۱۹۷۰ و این بار پس از مرگ ژنرال شارل دو گل به خاطر توهین به شخص وی، به دستور وزیر کشور تعطیل شد. در دههٔ ۱۹۸۰ میلادی کارمندان قدیمی تحریریه با نام تازهٔ «شارلی ابدو» (این نام کنایه‌ای‌ست به نام شارل دو گل) کار مجله را ادامه دادند ولی شمارگان بسیار پایین و انتقاد مردم از کیفیت محتوا عامل نیمه‌تعطیل شدن مجله گشت تا اینکه گروه دیگری به تیم قدیمی مجله پیوسته و در سال ۱۹۹۲ هفته‌نامهٔ «شارلی ابدو جدید» را منتشر کردند.

## انتقاد
گزارشگر مجلهٔ اشپیگل شوخی‌های شارلی ابدو را در مقایسه با رقیب بزرگ‌تر خود، لو کانار انشنه (Le Canard enchaîné)، زمخت و بی‌مزه توصیف می‌کند. ژرار بیار، سردبیر شارلی ابدو به گزارشگر اشپیگل می‌گوید که لو کانار... همانند بانویی سالخورده است و هرگز جرأت آوردن محمد روی صفحهٔ اول خود را ندارد؛ ولی شارلی ابدو چنین قید و بندی ندارد.

گردانندهٔ بلژیکی وبگاه مجله در نوامبر ۲۰۱۱، پس از حملهٔ تاریخ ۲ نوامبر ۲۰۱۱ که افراد ناشناس دفتر مرکزی مجله را با کوکتل مولوتف به آتش کشیدند برای مدتی وبگاه‌های این مجله را از شبکه حذف کرد.

کاریکاتور محمد (پیامبر مسلمانان) بر جلد مجلهٔ شارلی ابدو؛ ۱۰۰ ضربه شلاق، اگر از خنده غش نکنی. بالای کاریکاتور تیتر شارلی ابدو به شریعه ابدو (Charia Hebdo) تغییر کرده است.

شمارهٔ ۱۰۱۱ این مجله در تاریخ ۲ نوامبر ۲۰۱۱ منتشر گشت. به دنبال آن، حمله‌های مختلفی به شارلی ابدو شد. در این شماره، شارلی ابدو به شریعت اسلامی اشاره می‌کند.

## حملهٔ مسلحانه به دفتر هفته‌نامه
در تاریخ ۷ ژانویهٔ ۲۰۱۵ حمله‌ای مسلحانه و مرگ‌بار به دفتر مجله رخ داد. مقام‌های قضایی فرانسه اعلام کردند این حمله دست‌کم ۱۲ کشته و حدود ۱۰ زخمی بر جای گذاشت. به‌گزارش خبرگزاری فرانسه دو نفر از کشته‌شدگان مأموران پلیس بوده و چهار نفر از کاریکاتوریست‌های مطرح فرانسوی از جمله سردبیر هفته‌نامه نیز در میان قربانیان بودند. دو مرد با نقاب‌های سیاه و کلاشنیکف به دفتر مجله در پاریس حمله کرده و به افراد تیراندازی کرده، سپس از محل گریخته و ضمن فرار هم به تیراندازی ادامه دادند. ویدئوهای آماتوری از این حمله گرفته و در اینترنت منتشر شد. پلیس اعلام کرد مهاجمان، جلسهٔ شورای سردبیری شارلی ابدو را هدف قرار دادند و هنگام خروج فریاد می‌زدند: «الله اکبر». آن‌ها گفتند «انتقام پیامبر» را گرفته‌اند.
پس از این عملیات تروریستی، چاپ نشریهٔ یادشده، متوقف نشده، بلکه در هشت میلیون نسخه، منتشر شد و رکورد فروش را در میان مطبوعات فرانسه شکست؛ شماره‌ای که باز هم کاریکاتوری از پایه‌گذار دین اسلام روی جلدش بود.
در این ماجرا، مهاجمان پس از دو روز و در درگیری با پلیس فرانسه کشته شدند.

## پس از حمله

کارتون محمد (پیامبر مسلمانان) توسط نشریهٔ شارلی ابدو؛ پس از واقعهٔ تیراندازی؛ محمد در حالی که به کمپین «من شارلی هستم» پیوسته‌است، در بالای سرش نوشته‌است: همه بخشیده شدند؛ کاریکاتوریست در مصاحبهٔ خبری گفت: کنایهٔ این جمله این است که محمدِ ما از محمدِ تروریست‌ها مهربان‌تر است.

بازماندگان کشتار شارلی ابدو، با استقرار در مقر روزنامهٔ لیبراسیون شمارهٔ تازهٔ هفته‌نامهٔ شارلی ابدو با عنوان «بخشودگی برای همه»، و با کارتونی از محمد، پیامبر اسلام در صفحهٔ نخست و با عنوان «من شارلی هستم» منتشر نمودند. این حرکت با واکنش‌های منفی مسلمانان روبه‌رو شد. با این وجود، حدود «۸ میلیون» نسخه از نسخهٔ ۱۱۷۸ مجلهٔ شارلی ابدو به‌فروش رفت.

## طارق رمضان

کاریکاتور طارق رمضان را به این مضمون روی جلد خود کشیده است : «من خودم رکن ششم اسلام هستم».

در اکتبر ۲۰۱۷، پیرو اتهامات مطرح‌شده علیه طارق رمضان توسط چندین زن از جمله دو مسلمان که یکی از آن‌ها خانمی معلول و ۴۲ ساله است، این نشریه در کاریکاتوری به این موضوع پرداخت با عنوان طارق رمضان: «من رکن ششم اسلام هستم!» و پیرو آن تهدیدهای به مرگ از سمت مسلمانان جبههٔ طارق رمضان به این نشریه فرستاده شده‌اند که پلیس در حال پیگیری آن‌ها است.

## حمله با ساطور
در ۲۵ سپتامبر ۲۰۲۰ یک جوان ۱۸سالهٔ پاکستانی‌تبار در نزدیکی دفتر پیشین نشریهٔ شارلی ابدو با ساطور، ۲ نفر را به‌شدت زخمی کرد و پس از حمله، دستگیر شد. وزیر کشور فرانسه گفت این حمله، «کار تروریسم اسلام‌گرا» است.

## بریدن سر آموزگار تاریخ
در ۱۶ اکتبر ۲۰۲۰ مهاجمی با فریاد «الله اکبر» به یک آموزگار تاریخ در حومهٔ پاریس حمله کرد و سر او را برید. ژان میشل بلانکور وزیر آموزش فرانسه در توییترش این حمله را «حمله به ملت فرانسه» توصیف کرد. وی ضمن همدردی با خانوادهٔ این آموزگار، گفت که اتحاد تنها راه مقابله با «هیولای تروریسم اسلامی» است.
پلیس فرانسه گزارش داد معلم تاریخ کاریکاتور پیامبر اسلام را در کلاس درس به دانش‌آموزانش نشان داده بود، توسط مردی در حومهٔ پاریس با چاقو به قتل رسید و دقایقی پس از وقوع جنایت به ضرب گلولهٔ مأموران پلیس از پا درآمده‌است.
امانوئل مکرون، رئیس‌جمهور فرانسه، با حضور در محل حادثه آن را «حملهٔ تروریستی اسلام‌گرایانه» توصیف کرد و گفت: امروز یکی از هموطنان ما به قتل رسید به خاطر این که درس آزادی بیان، آزادی در باورمندی یا ناباورمند بودن می‌داد. امانوئل ماکرون تأکید کرد، این حمله نباید باعث تفرقه و دودستگی در بین ما شود، زیرا این همان چیزی است که افراط‌گرایان می‌خواهند. ژرار دارمنن، وزیر کشور فرانسه اظهار داشت که برای رسیدگی به حملهٔ روز جمعه کمیتهٔ حل بحران تشکیل داده‌است.

## آخوند برو گمشو
آخوند برو گمشو (به انگلیسی: MullahsGetOut) مسابقه‌ای بود که در دسامبر ۲۰۲۲ توسط شارلی ابدو به نشانه همراهی با خیزش ۱۴۰۱ ایران برگزار شد. مسابقه برای کشیدن کاریکاتور سید علی خامنه‌ای، رهبر جمهوری اسلامی ایران، بود؛ ابتکاری با هدف حمایت از «ایرانیانی که برای آزادی خود می‌جنگند» و توسط حکومت جمهوری اسلامی به‌طور وحشیانه ای سرکوب شده‌است. این کاریکاتورها ملّاها و به‌طور خاص خامنه‌ای را به تصویر می‌کشد. فهرست آثار برگزیده در شمارهٔ ویژهٔ چهارم ژانویه ۲۰۲۳ این نشریه منتشر شد. پس از انتشار آن فرمانده کل سپاه پاسداران، حسین سلامی کارمندان شارلی ابدو را به دلیل کشیدن کاریکاتورهای خامنه‌ای به مرگ تهدید کرد. او گفت: «مسلمانان دیر یا زود انتقام خواهند گرفت و ممکن است شما انتقام گیرندگان را بازداشت کنید، اما مردگان دیگر زنده نمی‌شوند.» حسین امیرعبداللهیان، وزیر امور خارجه جمهوری اسلامی نیز تهدید به «پاسخ قاطع» کرد. عده‌ای از طلاب و بسیجیان حامی جمهوری اسلامی در مقابل سفارت فرانسه در تهران تجمع کردند آن‌ها همچنان شعارهایی بر علیه فرانسه و هم‌جنس‌گرایان بر روی در و دیوار سفارت نوشتند. نیکلاس روش سفیر فرانسه در تهران نیز از سوی وزارت امور خارجه احضار شد.